# Lanxmeer

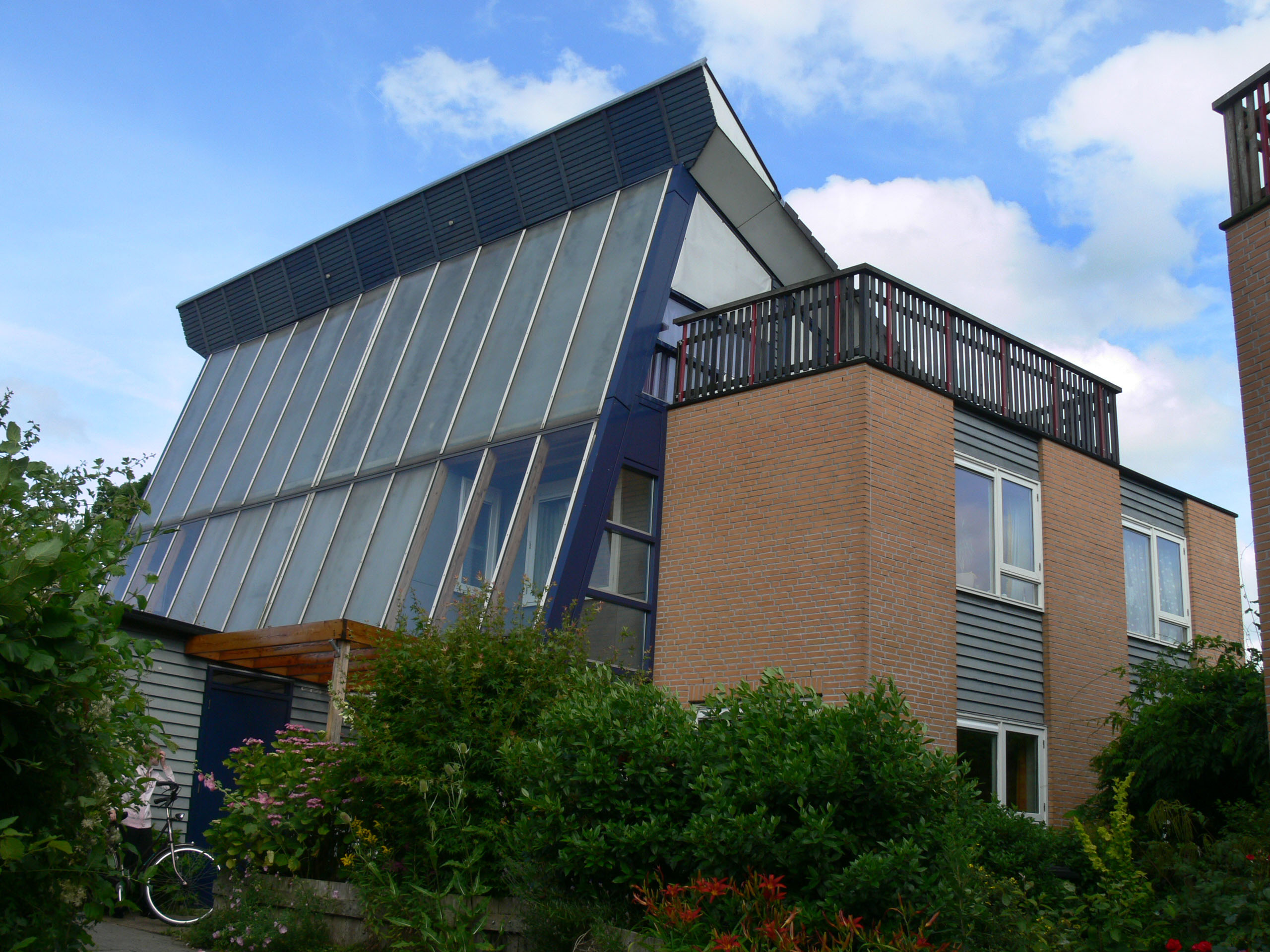
Een huis in de woonwijk Lanxmeer

Lanxmeer is een voormalige middeleeuwse nederzetting en sinds 2000 de naam van een woonwijk in de Nederlandse stad Culemborg.

## De nederzetting Lanxmeer
Rond 1130 was Lanxmeer een ontginningsgebied langs het veenriviertje De Meer. De naam Lanxmeer is afkomstig van dit riviertje en betekent 'langs de Meer'. De eerste bebouwing ontstond op de westelijke stroomrug van de Meer. Deze stroomrug was de basis voor de latere Zandstraat. In een oorkonde uit 1135 wordt voor het eerst melding gemaakt van een kerkje in Lanxmeer. Dit kerkje stond aan de oostzijde van het riviertje. Eind 13e eeuw werd Lanxmeer een zelfstandige parochie.
Ten noorden van Lanxmeer was inmiddels de nederzetting Culemborg ontstaan die in 1318 stadsrechten kreeg. Culemborg legde een stadsmuur aan met vier poorten, waaronder de Lanxmeerpoort. In 1388 breidde Culemborg uit in zuidelijke richting. Door de uitbreiding van Culemborg in 1388 in zuidelijke richting, werd Lanxmeer opgenomen in het stedelijk gebied. Deze nieuwe stadswijk kreeg de naam Nieuwstad en werd voorzien van een gracht en stadsmuren. De Lanxmeerpoort kwam hierdoor midden in de stad te liggen en werd een ‘binnenpoort’.
Na de aanleg van de Diefdijk in de 13e eeuw was de wateroverlast in de nederzettingen Paveien, Parys en Rietveld dermate toegenomen dat veel boeren naar Lanxmeer waren verhuisd. Het kerkje van Lanxmeer werd dan ook te klein en in 1385 werd op dezelfde plek een nieuwe kerk gebouwd, de Sint Janskerk. Na de stadsuitbreiding van Culemborg werd dit de parochiekerk van de Nieuwstad.
De eveneens tot Lanxmeer behorende Sint Annakapel bleef buiten de nieuwe stadsmuren liggen.  Deze kapel is in september 1566 verwoest tijdens de Beeldenstorm. Het is onbekend waar de kapel precies heeft gestaan.

## EVA-Lanxmeer
De wijk Lanxmeer is vanaf 2000 gebouwd in de vijfentwintigjaarszone van het waterwingebied Culemborg op initiatief van Stichting E.V.A. - Ecologisch Centrum voor Educatie, Voorlichting en Advies. Bewoners in de wijk zijn verplicht lid van de Bewonersvereniging EVA-Lanxmeer (BEL). Het instemmen (door ondertekening) met de Bewonersovereenkomst is een voorwaarde om in de wijk te kunnen wonen door een huis te kopen of huren.
De wijk kenmerkt zich door de bouwstijlen met veel energiebesparende maatregelen, ontoegankelijkheid voor auto's en parkeren buiten de wijk en groengebieden waarvan het beheer grotendeels in handen van de bewoners is. Stichting Terra Bella, gelieerd aan de BEL, beheert op basis van een convenant met de gemeente grote delen van het openbaar groen. Daarnaast zijn er openbaar toegankelijke binnenhoven en terreinranden in mandelig eigendom van de omwonenden. Deze wijze van gronduitgifte bij de stichting van de wijk is gebaseerd op principes van permacultuur en leidt ertoe dat de bewoners veel contact met elkaar onderhouden.
Een groot deel van de wijk is aangesloten op een lokaal warmtenet dat sinds 2009 eigendom is van het daartoe opgerichte lokale energiebedrijf Thermo Bello. Een warmtepomp koelt het grondwater dat in het waterwingebied wordt opgepompt en vormt daarmee de belangrijkste warmtebron voor het energiebedrijf.